# Acoma knulli
Acoma knulli är en skalbaggsart som beskrevs av Henry Fuller Howden 1958. Acoma knulli ingår i släktet Acoma och familjen Pleocomidae. Inga underarter finns listade i Catalogue of Life.